# صموئيل غوبات
صموئيل غوبات (وُلِدَ في 26 يناير 1799 – تُوفي في 11 مايو 1879) هو أسقف القدس الأنجليكاني الثاني.

## نشأته
وُلِدَ صموئيل غوبات في كانتون برن في سويسرا بتاريخ 26 يناير 1799.

## توليه رئاسة الأسقفية
تولى المطران صموئيل غوبات رئاسة أسقفية القدس الأنجليكانية وذلك خلال الفترة منذ عام 1846 واستمر حتى وفاته عام 1879، وتضم أسقفية القدس الأنجليكانية كل من فلسطين وإسرائيل والأردن وسوريا ولبنان وسائر المنطقة، وهو الأسقف الثاني للأسقفية، خلفًا للأسقف الأول مايكل الكسندر.

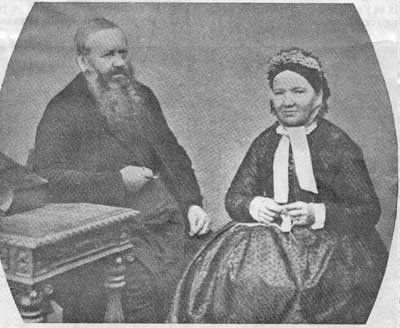
صموئيل غوبات

## وفاته
تُوفي الأسقف صموئيل غوبات في القدس بتاريخ 11 مايو 1879، ودُفِنَ في مقبرة جبل صهيون بالمدينة.

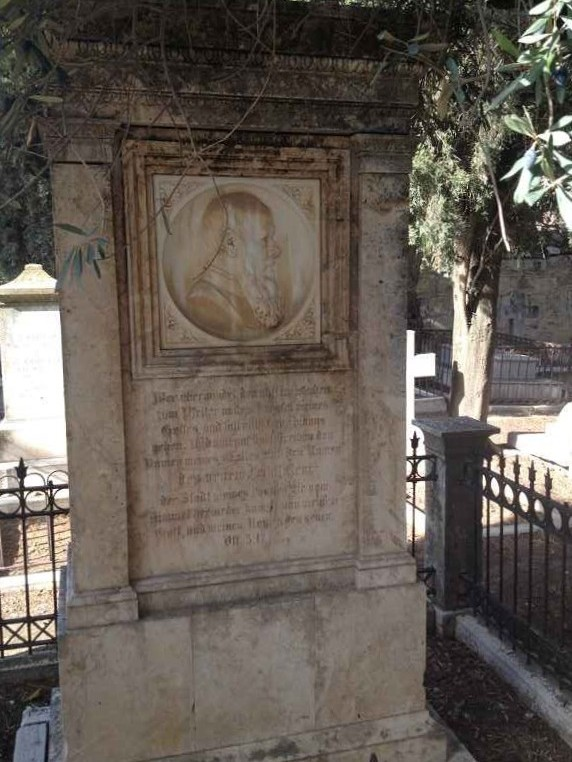
قبر صموئيل غوبات في مقبرة جبل صهيون بالقدس.